# Carlingnose Battery

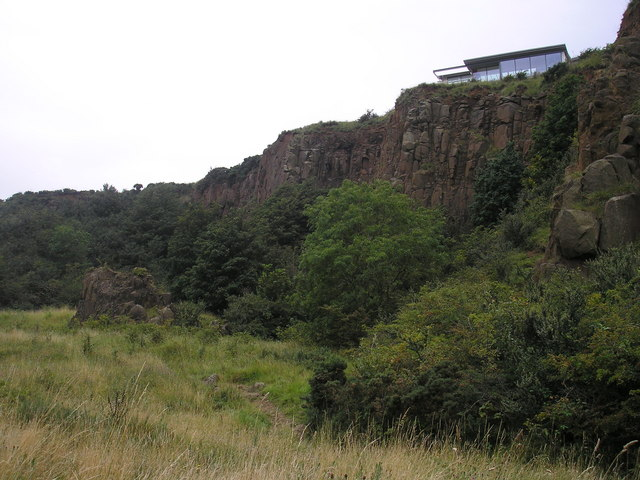
Blick vom Küstenpfad auf den ehemaligen Steinbruch; die von diesem Standort nicht sichtbare Carlingnose Battery steht weniger Meter jenseits der Kante.

Die Carlingnose Battery ist eine ehemalige Küstenbatterie und heutiges Geschäftsgebäude in der schottischen Ortschaft North Queensferry in der Council Area Fife. 2013 wurde das Bauwerk als Einzeldenkmal in die schottischen Denkmallisten in der höchsten Denkmalkategorie A aufgenommen.

## Geschichte
In den 1890er Jahren wurde die 1890 fertiggestellte Forth Bridge als strategisch wichtiges Angriffsziel identifiziert. Zur Verteidigung der Eisenbahnbrücke sollte daher in ihrer Umgebung eine Batterie errichtet werden. Bei dieser handelte es sich um die Carlingnose Battery, die zwischen Mai 1899 und Juli 1901 als Teil der Küstenverteidigung des Firth of Forth errichtet wurde. Die Baukosten beliefen sich auf rund 7860 £. Im Folgejahr wurde ein Kommandoposten hinzugefügt. Die Batterie blieb bis November 1916 in Einsatz, als eine neue Befestigung bei Kinghorn fertiggestellt wurde. Die beiden 6-Inch-Geschütze wurden dorthin versetzt. Zur Verteidigung der Anlage verblieben nur zwei Maxim-Maschinengewehre. Zu Zeiten des Zweiten Weltkriegs beheimatete die Carlingnose Battery polnische Soldaten. In den 1950er Jahren endete die militärische Nutzung der Einrichtung.
Im Jahre 2006 wurde die Carlingnose Battery restauriert und beheimatet seitdem die Carlingnose Studios.

## Beschreibung
Die Carlingnose Battery befindet sich am Kap Carlingnose Point oberhalb eines ehemaligen Steinbruchs. Sie besteht aus zwei benachbarten Stellungen, die mit 6-Inch-Geschützen ausgestattet waren. Ungewöhnlich, und einzigartig entlang der Forth-Küste, ist, dass die Geschütze einen Vollkreis von 360° abdecken, somit also auch landseitige Ziele anvisieren können. Die Stahlbetonstellungen waren über Treppenaufgänge zugänglich, die zu tieferliegenden Versorgungsgebäuden führten. Diese Backsteingebäude sind mit Gewölbedecken und Ventilationssystemen ausgestattet. Ein um 1940 entstandenes Wandgemälde zeigt ein Panorama über den Firth of Forth, wie es sich von den Geschützen aus bietet.